# Hygbald
Pour les articles homonymes, voir Hygebald.
Hygbald, Higbald ou Hygebald est un prélat anglo-saxon de la fin du VIIIe siècle. Il est évêque de Lindisfarne de 780 à sa mort, le 25 mai 803.

## Biographie
La Chronique anglo-saxonne rapporte que Hygbald est sacré évêque de Lindisfarne en 780 à Sockburn, un village sur la Tees,. Il succède à Cynewulf, qui a démissionné en raison de son grand âge. C'est durant son épiscopat, en 793, que l'abbaye de Lindisfarne est pillée par les Vikings, au cours d'un raid dévastateur qui est couramment considéré comme marquant le début de l'âge des Vikings.
Hygbald fait partie des correspondants d'Alcuin, moine de Northumbrie établi à la cour de Charlemagne. Après les événements de 793, qu'il considère comme un châtiment divin, Alcuin s'efforce de réconforter Hygbald, mais également de les inciter, lui et sa communauté, à mener une vie plus exemplaire.
Malgré cette attaque, Lindisfarne reste un centre religieux et culturel important du royaume de Northumbrie. C'est là que l'érudit Candidus Wizo étudie avant de rejoindre Alcuin à la cour carolingienne. Son importance est également d'ordre politique. En 796, le roi Osbald, détrôné par Eardwulf, se réfugie à Lindisfarne avant de s'enfuir chez les Pictes. Quelques semaines plus tard, Hygbald fait partie des prélats northumbriens qui officient lors du sacre d'Eardwulf en la cathédrale d'York.
Hygbald meurt le 25 mai 803 selon la Chronique anglo-saxonne, qui indique également que son successeur Ecgberht est sacré le 11 juin de la même année,. Les historiens de l'art l'ont longtemps identifié au scribe Wigbald qui a rédigé l'évangéliaire Barberini, un manuscrit enluminé du VIIIe siècle, mais cette identification est aujourd'hui rejetée.